# Vlnový vektor
Vlnový vektor je ve vektorová fyzikální veličina, která se používá při popisu postupného periodického vlnění.
Velikost tohoto vektoru {\displaystyle k} udává úhlový vlnočet vlnění (v některých oborech používajících odlišnou definici udává vlnočet)
Směr tohoto vektoru je kolmice k vlnoploše ve směru šíření vln (ne vždy je však směr identický se skutečným směrem šíření vlnového rozruchu, vizte níže). Z tohoto důvodu je poněkud problematický název vektor šíření, doporučovaný pro první definici.
V kontextu speciální teorie relativity může být vlnový vektor také definován jako čtyřvektor.

## Definice
Existují dvě definice vlnového vektoru, které se velikostí liší o faktor 2π. Jedna definice je preferována ve fyzice a souvisejících oborech a je doporučována i technickými normami, zatímco druhá definice je preferována v krystalografii a souvisejících oborech. Pro tento článek budou nazvány „fyzikální definice“ a „krystalografická definice“.
Směr vlnového vektoru je popsán níže a je totožný pro obě definice.

### Fyzikální definice

#### Zavedení
Ve fyzice popisuje šíření postupné harmonické jednorozměrné vlny následující rovnice:
{\displaystyle \psi (x,t)=A\cos(kx-\omega t+\varphi _{0})}
kde:
- x je poloha
- t je čas
  - {\displaystyle \psi } funkce x a t je veličina popisující vlnu (například pro mořskou vlnu by to byla výška vody nad průměrnou hladinou, pro zvukovou vlnu,{\displaystyle \psi } akustický tlak, pro elektromagnetické vlnění intenzita elektrického pole a magnetická indukce);
  - A je amplituda vlny (maximální velikost oscilace);
  - {\displaystyle \varphi _{0}} je počáteční fáze (fáze, kterou má vlna v nulovém čase v počátku souřadné soustavy) – jejich rozdíl pro dvě různá posupná vlnění (se stejným směrem šíření a fázovou rychlostí), tzv. fázový posun, popisuje, jak jsou navzájem synchronizována;
  - {\displaystyle \omega } je úhlová frekvence vlny;
  - {\displaystyle k} je úhlový vlnočet (vztah k vlnové délce: {\displaystyle k=2\pi /\lambda }).

Tato vlna se pohybuje ve směru +x rychlostí (konkrétněji fázovou rychlostí) {\displaystyle \omega /k}.
Zobecnění pro vícerozměrné případy (postupná rovinná vlna v prostoru) pak používá vlnový vektor k:
{\displaystyle \psi ({\boldsymbol {r}},t)=A\cos({\boldsymbol {k}}\cdot {\boldsymbol {r}}-\omega t+\varphi _{0})}, kde r je polohový vektor daného místa
Fázi vlny lze tedy vyjádřit vztahem
{\displaystyle \varphi ={\boldsymbol {k}}\cdot {\boldsymbol {r}}-\omega t+\varphi _{0}},
což je i definiční rovnice vlnového vektoru jakožto vektorového zobecnění úhlového vlnočtu.
Kolmice k vlnoploše, tedy směr postupu dané fáze prostorem, lze pomocí vlnového vektoru vyjádřit vztahem:
{\displaystyle {\boldsymbol {n}}={\frac {\boldsymbol {k}}{|{\boldsymbol {k}}|}}}.

#### Značení a jednotky
- Doporučená značka:[1] k
- Hlavní jednotka SI:[1] m−1, resp. rad/m.[pozn. 2]

### Krystalografická definice
V krystalografii jsou stejné vlny popsány pomocí trochu odlišných rovnic. V jednom a třech rozměrech:
{\displaystyle \psi (x,t)=A\cos(2\pi (kx-\nu t)+\varphi _{0})}
{\displaystyle \psi \left({\boldsymbol {r}},t\right)=A\cos \left(2\pi ({\boldsymbol {k}}\cdot {\boldsymbol {r}}-\nu t)+\varphi _{0}\right)}
Používá se frekvence {\displaystyle \nu } místo úhlové frekvence {\displaystyle \omega }. Tyto veličiny vzájemně souvisejí podle vztahu {\displaystyle 2\pi \nu =\omega }. Tato substituce není pro tento článek důležitá, ale odráží běžnou praxi v krystalografii.
Vlnočet k a vlnový vektor k jsou definovány jiným způsobem. Zde, {\displaystyle k=|{\boldsymbol {k}}|=1/\lambda }, zatímco ve fyzikální definici výše {\displaystyle k=|{\boldsymbol {k}}|=2\pi /\lambda } (tedy ve skalární podobě jde o úhlový vlnočet).

#### Značení a jednotky
Technická norma doporučuje pro takto definovanou veličinu odlišnou značku σ, resp. σ pro skalární vlnočet, třebaže v praxi je běžné značení k a k. Hlavní jednotkou SI je m−1.

## Směr vlnového vektoru
Směr vlnového vektoru je směr, který se může lišit od „směru šíření vln“. „Směr šíření vlny“ je definován jako směr toku energie vlny, tj. směr grupové rychlosti. Pro světelné vlny je to také směr Poyntingova vektoru. Na druhé straně vlnový vektor směřuje ve směru fázové rychlosti. Jinými slovy vlnový vektor směřuje ve směru normály (kolmice) k plochám konstantní fáze (vlnoplochám).
V bezztrátovém izotropní médiu jako je vzduch, jakýkoli plyn, jakákoliv kapalina nebo nějaká pevná látka (například sklo), je směr vlnového vektoru totožný se směrem šíření vln. Ve ztrátovém médiu má vlnový vektor obecně jiný směr, než je šíření vln. Postačující podmínkou shodného směru je homogenní prostředí; u homogenního vlnění jsou plochy konstantní fáze také plochami konstantní amplitudy. V případě nehomogenních vln se tyto dva druhy ploch obecně liší a jejich normály tak mají odlišný směr.
Například, když vlna prochází anizotropním médiem, jako světlo krystalem s anizotropní symetrií (jehož permitivita není skalární veličinou, ale tenzorem 2. řádu) nebo zvukové vlny vrstevnatou sedimentární horninou, nemusí vlnový vektor směřovat přesně ve směru šíření vln.

## Vlnový vektor jako čtyřvektor
Ve speciální teorie relativity lze definici vlnového vektoru zobecnit do čtyř rozměrů a zavést ho tedy jako čtyřvektor. V notaci {\displaystyle (ct,{\boldsymbol {r}})} je pak definován vztahem:
{\displaystyle K^{\mu }=\left({\frac {\omega }{c}},{\boldsymbol {k}}\right)}, tedy jeho doplňkovou časovou složkou je {\displaystyle {\frac {\omega }{c}}} (úhlová frekvence dělená rychlostí světla ve vakuu).
Rozepsání do tvaru pro kovariantní a kontravariantní tvar dává:
{\displaystyle K^{\mu }=\left({\frac {\omega }{c}},k_{x},k_{y},k_{z}\right)\,}, resp.
{\displaystyle K_{\mu }=\left({\frac {\omega }{c}},-k_{x},-k_{y},-k_{z}\right)\,}.